# Théodore Duret
Théodore Duret, né le 20 janvier 1838 à Saintes et mort le 16 janvier 1927 à Paris, est un écrivain, journaliste et critique d'art français.

## Biographie
Né à Saintes le 20 janvier 1838, négociant en cognac, comme son père, Théodore Duret est un grand bourgeois. C'est aussi un républicain convaincu, fondateur en 1868 de La Tribune, où collaborent Émile Zola et Jules Ferry.
Théodore Duret est aussi un grand collectionneur. Sa collection, très riche en toiles impressionnistes, est mise en vente en mars 1894.
Il meurt à Paris le 16 janvier 1927 à son domicile, rue d'Amsterdam, . Il est enterré à Paris au cimetière du Père-Lachaise (65e division) dans le caveau de la famille Molinard aîné.

## Voyage autour du monde
Théodore Duret est également un grand voyageur, professionnellement d'abord, par goût ensuite : il effectue un voyage autour du monde avec Henri Cernuschi, qui les amène à débarquer au Japon le 25 octobre 1871, où ils resteront jusqu'en février 1872, à une époque où il est interdit aux Occidentaux de circuler dans ce pays, à l'exception de quelques diplomates en mission. Il y voyage par la route du Tokaïdo, la plus célèbre du Japon, illustrée par Hiroshige. C'est pour lui l'occasion de s'intéresser à l'art japonais et d'acheter des estampes. Il jouera d'ailleurs un rôle important dans la diffusion du japonisme.
Outre le Japon, ce voyage autour du monde lui permet également de visiter l'Inde et la Chine. Ils y visitent notamment Shanghai, Pékin, Nankin, Canton et Hong Kong. L'ensemble du périple est fidèlement relaté dans son ouvrage Voyage en Asie.

## Le défenseur des impressionnistes
Critique d'art influent, Théodore Duret compte plusieurs peintres parmi ses amis (Édouard Manet, Gustave Courbet sont du nombre, et il est l'un des premiers véritables biographes de ce dernier, avec Charles Léger), et est un défenseur des impressionnistes, dont il écrit une Histoire, en 1906, qui sera rééditée plusieurs fois car elle est considérée comme ouvrage de référence sur le sujet.
Édouard Manet — dont il était devenu l'ami après une rencontre fortuite en Espagne — fait de lui un portrait en pied, en 1868. Dans sa lettre de remerciement, Théodore Duret déclare avec amusement « Je trouve votre bonhomme très crâne ».
Il écrit en 1873 à Camille Pissarro : « Je crois toujours que la nature rustique, avec ses champs et ses animaux, est ce qui convient le mieux à votre talent. Vous n'avez pas le sens décoratif de Sisley, ni l'œil fantastique de Monet, mais vous avez ce qu'ils n'ont pas : un sentiment intime et profond pour la nature ainsi qu'un coup de pinceau puissant, pour qu'un beau tableau de votre part soit quelque chose d'une présence absolue. … Continuez votre propre chemin, vers la nature rurale : vous explorerez ainsi une nouvelle voie et irez plus loin et plus haut que n'importe quel maître »

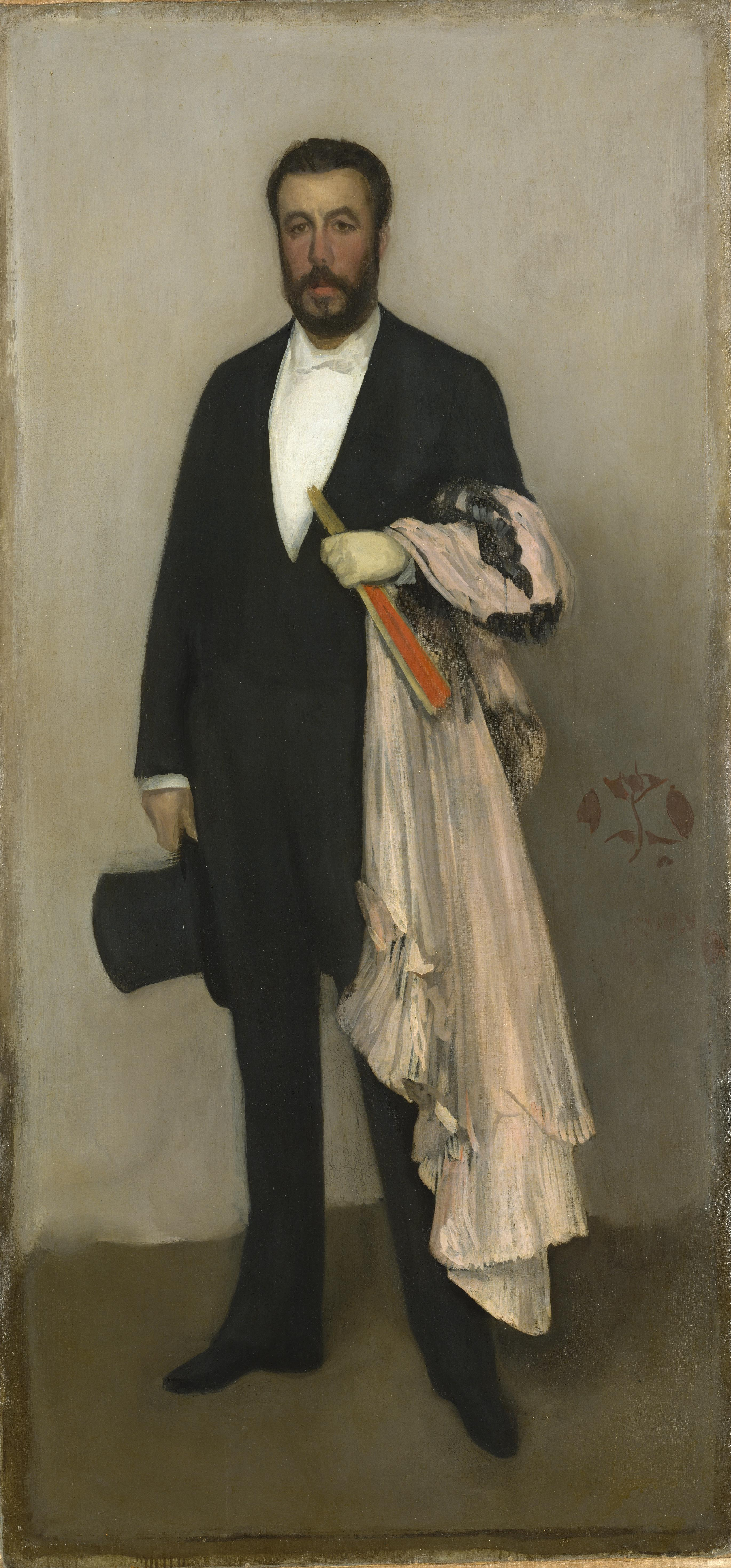
Arrangement in Flesh Colour and Black (Chair et Noir): Portrait of Théodore Duret
Whistler,1883
New York, Metropolitan Museum of Art

Il fut présenté à Whistler par Manet et a posé pour son portrait en 1883 au studio londonien de Whistler, au 13 Tite Street. À sa demande il est représenté en grande tenue de soirée, mais Whistler lui a suggéré de tenir un domino rose. Whistler a travaillé sur le portrait pendant une longue période, même si le travail fini ressemble finalement à une esquisse rapide. Acclamé lors de son exposition au Salon de Paris de 1885, il a été classé par beaucoup comme le meilleur portrait de Duret.
Collectionneur d'art, une partie de sa collection est vendue en 1894, notamment Jeune Femme en toilette de bal, par Berthe Morisot. Entre 1920 et sa mort, il fait don d'œuvres et d'objets d'art (dont de très anciens peignes) au musée des beaux-arts de la ville de Paris.

## Publications
- Les peintres français en 1867, Dentu, 1867 (lire en ligne).
- Voyage en Asie : le Japon, la Chine, la Mongolie, Java, Ceylan, l'Inde, Michel Lévy frères, 1874 (lire en ligne).
- Le peintre Claude Monet : notice sur son œuvre, G. Charpentier, 1880.
- Essais de critique sur l'histoire militaire des gaulois et des français, ed. "Le Revue Blanche", 1901.
- Histoire de J. Mc N. Whistler et de son œuvre, H. Floury, 1904 (lire en ligne).
- Histoire des peintres impressionnistes : Pissarro, Claude Monet, Sisley, Renoir, Berthe Morisot, Cézanne, Guillaumin, H. Floury, 1906 (lire en ligne).
- Histoire d'Édouard Manet et de son œuvre, Paris, Charpentier et Fasquelle, 1902 et 1906.
- Les Napoléons : réalité et imagination, E.Fasquelle, 1909.
- Van Gogh Vincent, Bernheim jeune, 1916.
- Courbet, Paris, Bernheim-Jeune, 1918.

## Iconographie
- Édouard Manet, Portrait de Théodore Duret, 1868, Petit Palais.
- James Abbott McNeill Whistler, Arrangement in light pink and black, portrait of Théodore Duret, 1883, Metropolitan Museum of Art.
- Édouard Vuillard, Portrait de Théodore Duret, 1912, National Gallery of Art.